# Azjur, o Turco
Azjur, o Turco (em árabe: أزجور التركي‏; romaniz.: Azjur al-Turki) ou Arcuz ibne Ulugue Tarcã, o Turco (em árabe: أرخوز بن أولوغ طرخان التركي‏; romaniz.: Arkhuz ibn Ulug Tarkhan al-Turki) foi um oficial militar turco à serviço do Califado Abássida durante o século IX. Foi brevemente governador do Egito em 868, e foi o último indivíduo a manter o ofício antes dos tulúnidas tomarem o Egito naquele ano.

## Vida

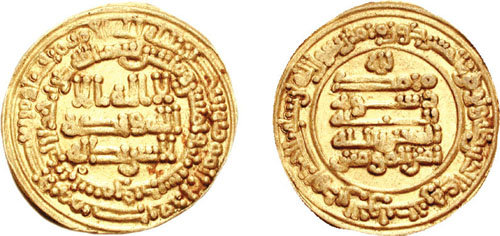
Dinar de ouro de Almutaz r.

Segundo o cronista do século XV ibne Tagribirdi, Azjur/Arcuz nasceu em Baguedade e era filho de Ulugue Tarcã, um turco de provável alto estatuto, como evidenciado pelo uso do título tarcano. Azjur posteriormente tornou-se um dos emires seniores do Estado abássida, e em 867 foi nomeado como chefe de segurança (xurta) do Egito pelo governador Muzaim ibne Cacane.
Durante o governo de Muzaim, Azjur ajudou a sufocar a revolta de Jabir ibne Alualide, e lutou uma trabalha contra ele na área de Gizé em junho de 867. Ele logo fez-se impopular, contudo, quando introduziu novas práticas rituais no lugar daquelas tradicionalmente utilizadas no Egito. Muzaim posteriormente demitiu-o da xurta em novembro de 867, mas Azjur permaneceu uma figura influente, e após a morte de Muzaim em janeiro de 868, foi novamente nomeado como chefe de segurança do filho e sucessor de Muzaim, Amade ibne Muzaim.
Em abril de 868, Azjur tornou-se governador do Egito após a morte de Amade. Durante sua administração ele enviou o rebele Jabir, que havia sido aprisionado em Fostate por Muzaim, ao Iraque, e também derrotou uma rebelião álida que eclodiu no Alto Egito. Ele permaneceu governador até agosto ou setembro de 868, após o que foi substituído por Amade ibne Tulune. Ibne Tagribirdi alega que ele então retornou ao Iraque, onde foi recebido pelo califa Almutaz (r. 866–869) e tornou-se um de seus oficiais (caide); Alquindi, por outro lado, relata que ele deixou o Egito para participar de uma Haje.